# Marble Arch Caves
Die Marble Arch Caves (irisch Uaimheanna na hÁirse Marmair, dt. Marmorbogenhöhlen) liegen im Kalksteinareal des County Fermanagh bei Florencecourt in Nordirland. Das südwestliche Gebiet ist für die Erne Lakes und für das Sandsteinplateau der Cuilcagh Mountain bekannt, das die Landschaft bis auf etwa 670 m über NN anhebt.
Das Wetter wird vom nur 56 km entfernten Atlantik beeinflusst. Im Moorland der Cuilcagh Mountain dringt der Regen in den Torf ein und erreicht nur sehr verzögert die Flüsse. Während des Sommers sind die Flüsse wasserarm, aber nach schwerem Niederschlag strömt eine große Menge Wasser die Hänge herab, wo der Torf den darunter liegenden Sandstein bedeckt. Sie laufen von dort in die unterirdischen Gänge der Marble Arch Caves, die seit 1895 erforscht werden und 2004 zum europäischen Geopark erklärt wurden. Ein Teil der Höhlen wird mit Booten befahren.
Der Höhlentaucher Artur Kozłowski war für die Erweiterung des Marble Arch Caves-Systems verantwortlich. 2009 und 2010 legte er Tauchverbindungen zu nahen Höhlensystemen an, zunächst zu Prod's Pot – Cascades Rising, wodurch sich die Gesamtlänge des Systems von 4,5 auf 9,0 km verdoppelte, anschließend zum neu errichteten System Monastir Sink – Upper Cradle, wodurch das System auf 11,5 km erweitert wurde. Dies machte die Höhle zur längsten Nordirlands.

Marble Arch Caves
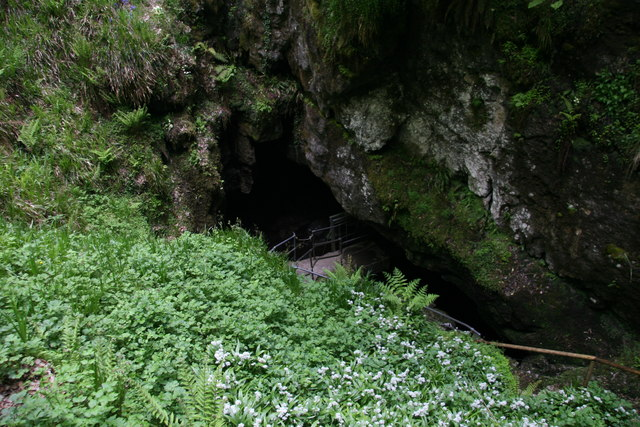
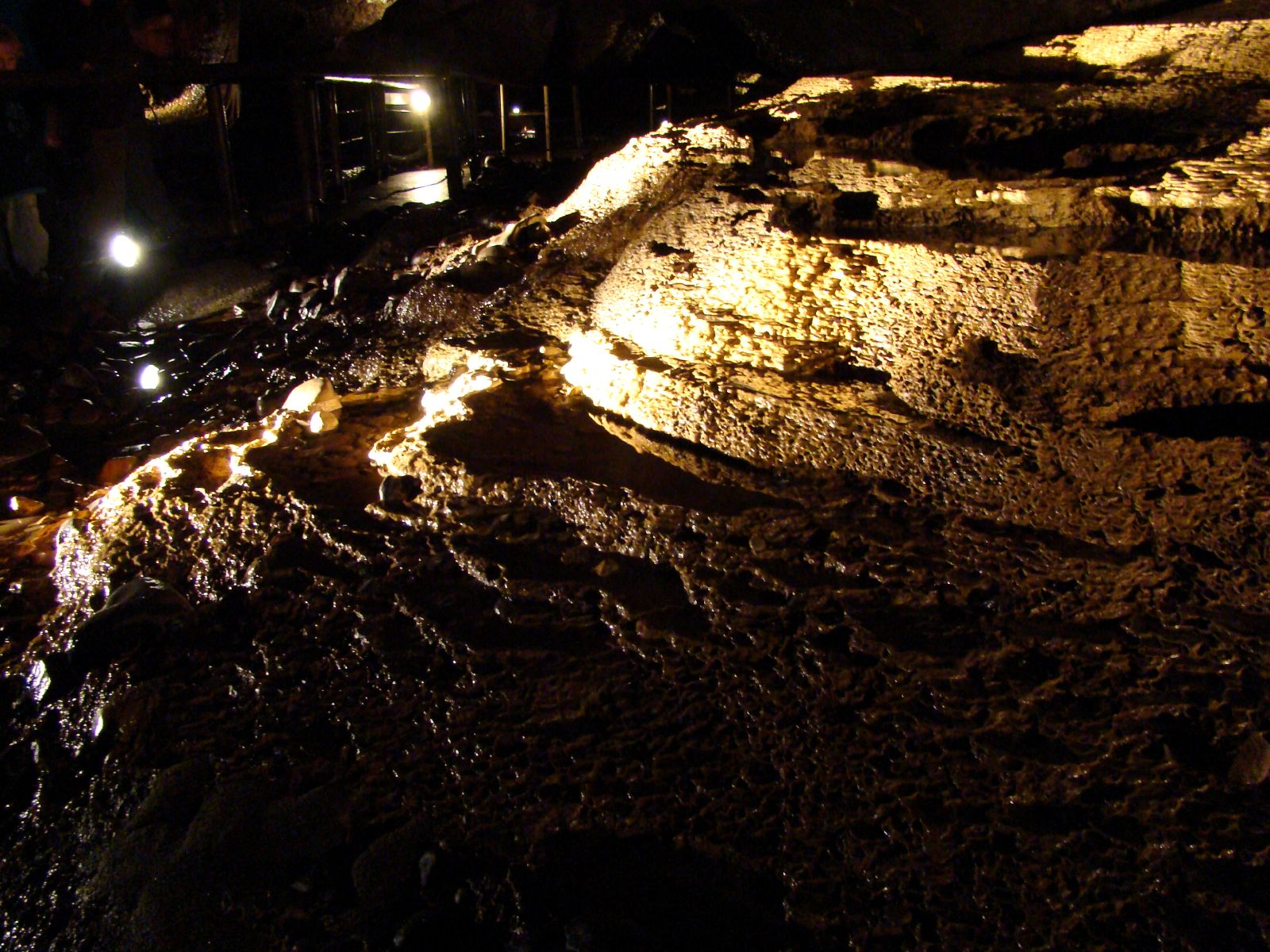
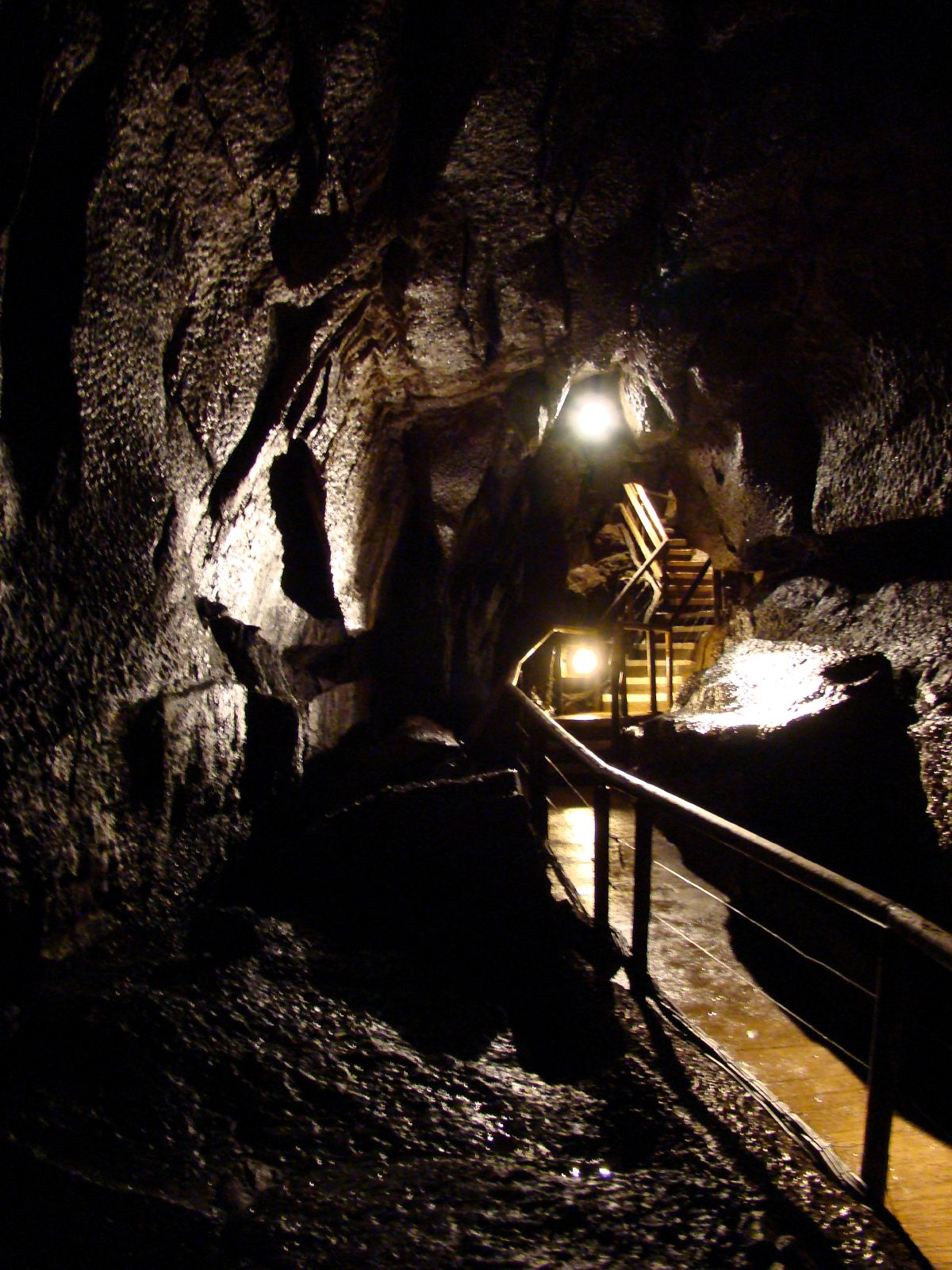
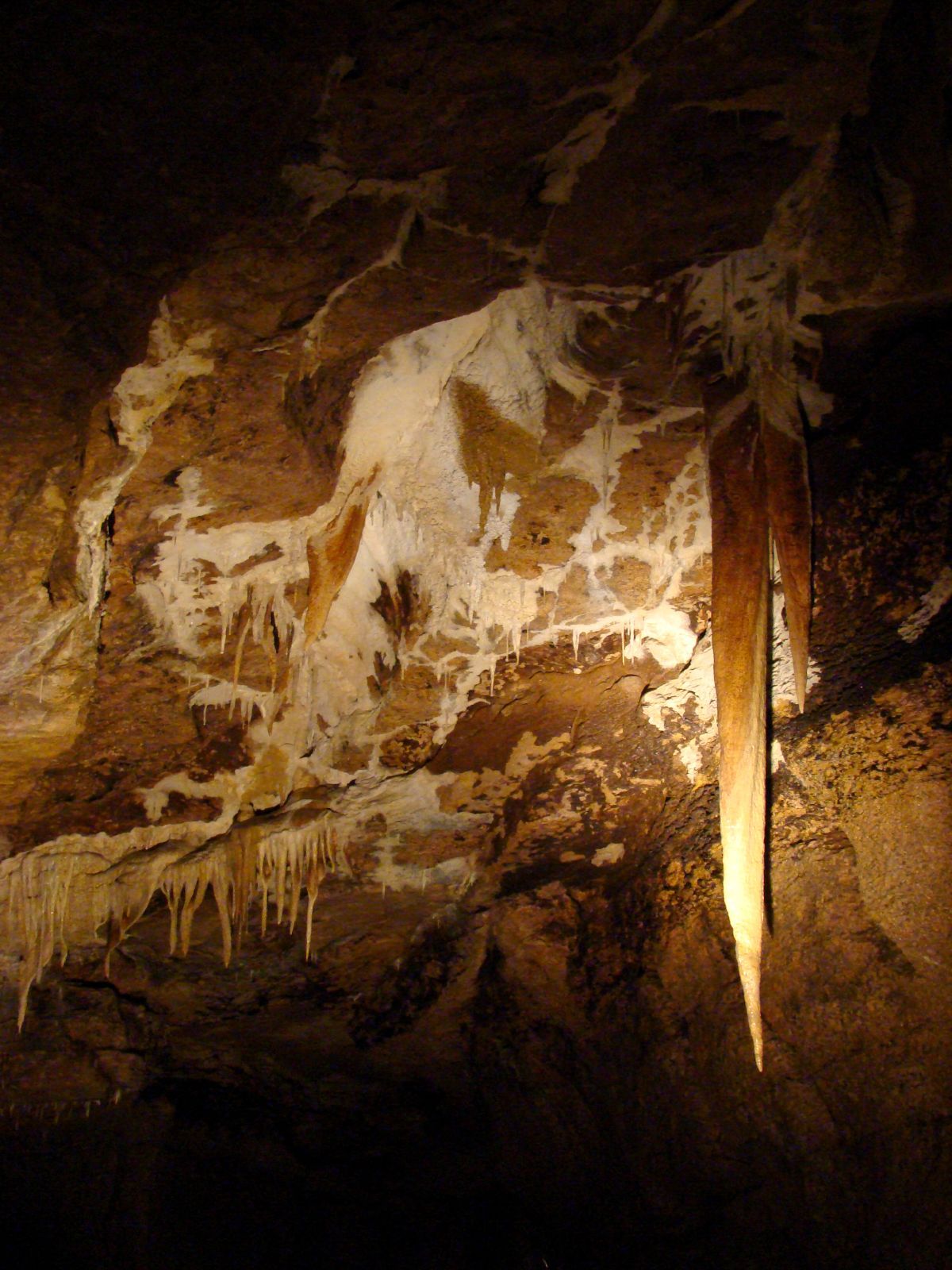